# Schlafforschung
Die Schlafforschung studiert das Verhalten und sämtliche körperliche Prozesse und Bewusstseinsvorgänge während des Schlafs sowie die Wechselwirkung zwischen Schlafen und Wachen und dem Schlaf und der Umwelt. Es gibt Grundlagenforschung (Chronobiologie, Stoffwechselvorgänge, Gehirnaktivität, Träumen, Lernprozesse), Klinische Forschung (Schlafstörung) und angewandte Forschung (Schichtarbeit).
Somnologie ist ein allgemeinerer Begriff und bezeichnet die Lehre vom Schlaf, wozu neben der Schlafforschung auch die Schlafmedizin gehört. Ein Wissenschaftler, der sich mit diesem Gebiet beschäftigt, wird Somnologe genannt.

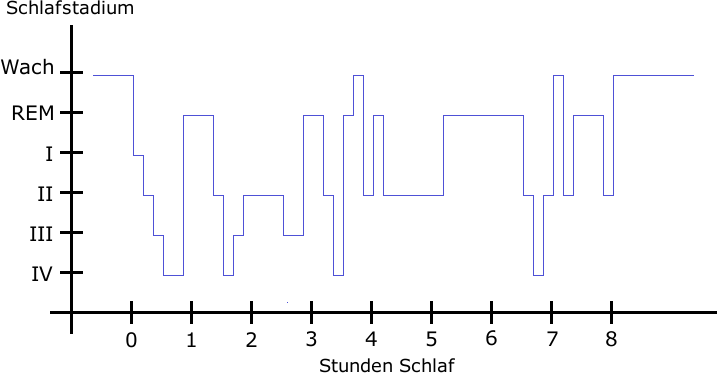
Normaler nächtlicher Schlafablauf mit REM-Phasen

Die Schlafforschung als Wissenschaft ist ein relativ junges Teilgebiet der Medizin. Sie entstand erst, nachdem in den 1950er Jahren die REM-Phase (Rapid Eye Movement) beim Schlaf des Menschen entdeckt wurde. Die Weltgesundheitsorganisation unterscheidet in ihrer Internationalen Klassifizierung von Krankheiten 88 verschiedene Schlafstörungen. Diese sind neben den Grundlagen der Schlaf-Wach-Regulation Untersuchungsgegenstand der Schlafforschung.
So wurde beispielsweise entdeckt, dass Menschen ähnlich reagieren, wenn sie in der REM-Phase (Traumschlaf) geweckt werden. Sie sind, je nach Trauminhalt, rasch wach und können sich an einen Traum erinnern. Bei Weckungen aus dem Tiefschlaf dagegen fällt das Erwachen schwer und die Probanden können sich nicht so häufig an Trauminhalte erinnern. Heute ist bekannt, dass sowohl die NONREM- als auch die REM-Schlaf-Phasen maßgeblich an der Langzeitspeicherung von Gedächtnisinhalten beteiligt sind.
Die verschiedenen Schlafphasen erkennt man, indem man die Gehirnströme, Muskelaktivität und die Augenbewegung misst und diese visuell oder rechnergestützt analysiert. Der REM-Schlaf ist gekennzeichnet durch schnelle salvenartige horizontale Augenbewegungen, eine Lähmung der Muskulatur (Bewegungsunfähigkeit), hohe Gehirnaktivität und gelegentliche Zuckungen.

## Geschichte

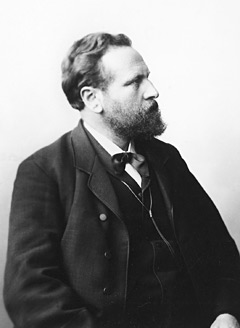
Ernst Otto Heinrich Kohlschütter (1837–1905), Untersuchungen zur „Schlaftiefe“ über die Weckschwelle, 1862

In der Spätantike wurde der Schlaf als Ausgleich des Wachzustandes im Rahmen der bei der diätetisch und hygienischen Lebensführung zu beachtenden sex res non naturales angesehen. Im Mittelalter wurde in den Vorschriften zu einer gesunden Lebensweise (Regimen sanitatis) dann auch die Beziehung des Schlafes zur Ernährung und Verdauung betrachtet. Auch spätere physiologischen Vorstellungen vom Schlaf gehen vorwiegend auf Vorstellungen von Aristoteles und Galenos zurück.
Über lange Zeit hinweg wurde davon ausgegangen, dass Schlaf eine Erholungsphase sei, bei der das Gehirn einfach „abgeschaltet“ wäre. Folglich hielt man den Schlaf für homogen, und nähere Betrachtungen erschienen uninteressant. In der Mitte des 19. Jahrhunderts änderte sich das. Geräusche konnten Schlafende wecken, also konnte das Gehirn nicht völlig abgeschaltet sein.
Die Versuche zur Bestimmung der „Schlaftiefe“ aus den Anfängen der quantitativen Erforschung des Schlafes sind mit dem Namen Ernst Kohlschütter und seiner Veröffentlichung zur „Messung der Festigkeit des Schlafes“ verbunden.
Seine „Weckreizmethode“ aus dem Jahr 1862 wählte die Stärke des Reizes, die zum Erwachen führt und als Weckschwelle bezeichnet wird, zum Maß für die Schlaftiefe. Die Weckreizmethode verwendet einen Pendelhammer, der gegen eine dicke Schieferplatte schlägt, als akustischen Weckreiz. Kohlschütters „Schlaftiefenkurve“ zeigte eine zunehmende Schlaftiefe am Anfang des Schlafes über die Periode, die nach neuerer Sicht dem ersten Schlafzyklus entspricht, und eine Abnahme der Schlaftiefe ab dann bis gegen Morgen.

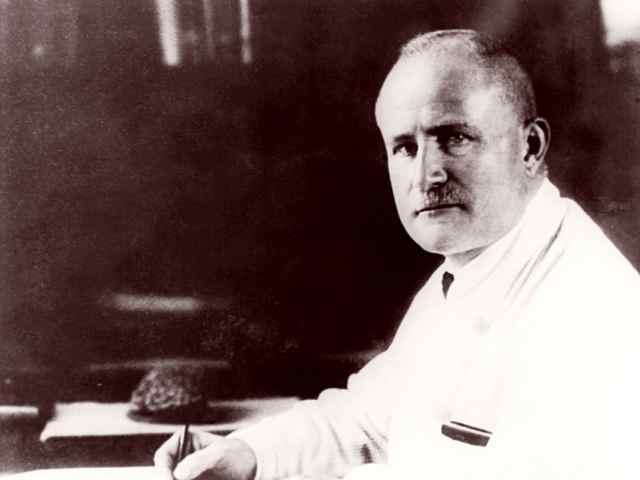
Hans Berger (1873–1941), Entwickler der Elektroenzephalographie (EEG)

Weitergehende Untersuchungen des Schlafes ermöglichte die Entwicklung der Elektroenzephalografie (EEG), mit der
Hans Berger, Leiter der Neurologie am Landeskrankenhaus Jena, 1924 eine wichtige Grundlage für die Somnologie lieferte. Mittels EEG wurden in neurologischer Forschung und medizinischer Diagnostik Messungen der elektrischen Aktivität des Gehirns durch Aufzeichnung der Spannungsschwankungen an der Kopfoberfläche möglich, was im Zusammenhang mit Schlafstadien entscheidend ist. Zusammen mit weiteren Verfahren ist das EEG Teil der umfangreichsten Untersuchungsmethode im Schlaflabor, der Polysomnographie.
Ein wesentlicher nächster Schritt war die Beschreibung von Schlafstadien mittels EEG. Schlafforscher um Alfred Lee Loomis klassifizierten Schlafstadien, damals als A bis E bezeichnet, anhand der im EEG gefundenen Merkmale wie Schlafspindeln. Die Beschreibung der Merkmale ist noch immer Grundlage der Einteilung der Schlafstadien. A und B entsprechen dem, was derzeit als Schlafstadium N1 bezeichnet wird, C ist nun N2, D und E sind nun N3. REM-Schlaf wurde nicht beschrieben. Diese Einteilung wurde später mehrmals angepasst, erstmals durch die Ergänzung um den REM-Schlaf.
Eugene Aserinsky, ein Doktorand bei Nathaniel Kleitman an der Universität Chicago, konnte Abschnitte im Schlaf mit schnellen Augenbewegungen und höherer Gehirnaktivität im EEG aufzeigen, in denen Träume auftraten. Damit war der REM-Schlaf entdeckt. Aserinsky und Kleitman veröffentlichten 1953 darüber in der Zeitschrift Science. Kurz zuvor hatte sich William C. Dement an der Universität von Washington als Assistent von Kleitman in dessen Experimente zur Schlafforschung einspannen lassen. Dement sollte später wesentliche Impulse für die Schlafwissenschaft und in der Behandlung von Schlafkrankheiten insbesondere in den USA geben. Er half bei der Entwicklung des Multiplen Schlaflatenztestes, der die Müdigkeit einer Person beurteilen lässt und wirkte seit 1975 wesentlich an der Standardisierung der diagnostischen Klassifizierung im Bereich der Schlafprobleme mit. In seinem Buch The Promise of Sleep. A Pioneer in Sleep Medicine Explores the Vital Connection Between Health, Happiness, and a Good Night's Sleep. von 1999 fasst er fünfzig Jahre Schlafforschung allgemeinverständlich zusammen. Er kritisiert, dass auch heute noch viel zu wenige Ärzte hinreichendes Wissen über die Pathologie des Schlafes haben und deshalb Patienten oft falsch behandeln. Übermässige Müdigkeit wird oft als Symptom statt als Ursache diverser Probleme diagnostiziert.
Alexander Borbély hat Forschungsergebnisse zu Modellen der Schlafregulierung veröffentlicht.
Zu den Pionieren der Schlafrhythmusforschung gehört auch Theodor Stöckmann (1872–1949), der etwa eine Nachtruhe ab 19 Uhr empfahl.
Der amerikanische Historiker Roger Ekirch gilt als Entdecker des segmentierten Schlafs. Seine um das Jahr 2000 veröffentlichten ersten Forschungsergebnisse legen nahe, dass es vor der industriellen Revolution in weiten Teilen der Welt, vor allem in Europa, üblich war, in zwei Phasen zu schlafen. Der „erste und zweite Schlaf“, mit einer längeren Unterbrechung gegen Mitternacht, war ein gängiger Ausdruck in mindestens 13 europäischen Sprachen, der mit der Einführung künstlicher Beleuchtung (Gaslampen, Glühbirnen) völlig in Vergessenheit geriet.